# ハリヨ
ハリヨ（針魚 Gasterosteus aculeatus subsp.）は、トゲウオ科に分類される淡水魚の一種。
ハリヨの学名については、G. microcephalusあるいはG. aculeatus microcephalusが付けられてきた。その後、ハリヨは北米のカリフォルニアに生息するG. a. microcephalusとは異なった独自の進化を遂げたと推測され、独自の学名を与える考えも提唱されているが、現時点で適用すべき学名はない。

## 分布
日本固有亜種と考えられ、昭和初期までは滋賀県、岐阜県、三重県に生息地があったが、現在では滋賀県東部と岐阜県西濃地区、岐阜地区の平野部の湧水地のみで生息が確認されている。岐阜県の養老郡養老町の養老山地からの伏流水が湧き出す津屋川が、生息地の一例である。三重県では1950年代に絶滅した。滋賀県米原市の河川では、人為的に放流されたと見られる同じトゲウオ科の陸封性イトヨと交雑した個体と置き換わり、別に飼育していたものを除きハリヨが絶滅していることがわかった。移入により兵庫県にも生息している。

## 形態
全長5cm前後の小魚で、最大7cm程度。体は木の葉のように左右に平たい。背中には背びれの棘条が3本離れて発達し、さらに腹に2本、尻びれ付近にも1本とげがある。鱗はないが、胸びれの周囲にトゲウオ科特有の鱗板があり、若い個体は2-3個ほどだが成長すると5-7個ほどに増える。若い個体やメスは黄褐色をしているが、成熟したオスは体が青緑っぽくなり、のどから腹部にかけて橙色の婚姻色を発現する。

## 生態
年間の水量が一定した綺麗な湧水地や、その周辺の流れの緩やかな河川に限定して生息し、水草の生い茂った水深20-50cmの浅瀬に生息する。清浄な湧水のあることは生息環境の必須条件で、10-18℃の低水温を好み、水温20℃を超える場所では生息できない。同属種のイトヨには海と川を回遊する個体群が存在するが、ハリヨは回遊せず、一生を通して淡水域で生活する。食性は肉食性で、小型の甲殻類や水生昆虫などを捕食する。

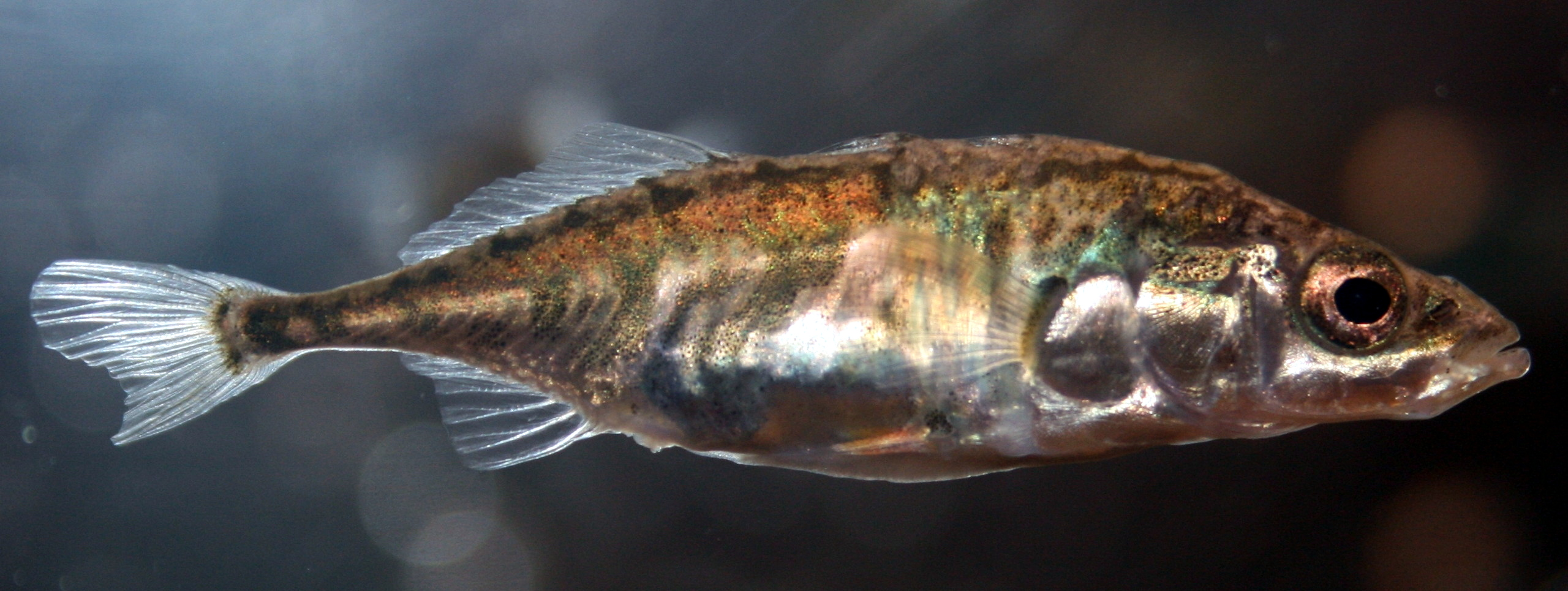
周辺が生息地のアクア・トトぎふで飼育展示されているハリヨ

産卵期は3-5月が中心であるが、ほぼ周年にわたって繁殖活動が見られる生息地もある。婚姻色が出たオスは縄張りを作り、同種のオスを激しく追い払う。同時にオスは縄張り内の川底に穴を掘って水草の根などを集め、トンネル状の巣を作り、メスを誘って産卵をおこなう。オスは産卵後も巣に残って卵を保護する。寿命は1-2年で、繁殖期が終わるとほとんどが死んでしまう。

## 保全状態評価
絶滅危惧IA類 (CR)（環境省レッドリスト）
開発による湧水地の減少や川の汚染で絶滅の危機にあり、環境省によって絶滅危惧IA類に選定されている。生息地そのものが天然記念物に指定されているところもあるが、分布域の各自治体で保護区を設けて保護活動を行っており、多くの自治体において条例で捕獲が禁止されている。また、小学校や地域団体の自主活動としてもハリヨと清流を守ろうという動きがあり、積極的に河川の清掃などが行われている。しかし、愛好家や業者による密漁捕獲によって減少している。